# Dichaetomyia scutellata
Dichaetomyia scutellata este o specie de muște din genul Dichaetomyia, familia Muscidae. A fost descrisă pentru prima dată de Seguy în anul 1935.
Este endemică în Madagascar. Conform Catalogue of Life specia Dichaetomyia scutellata nu are subspecii cunoscute.